# Устав Црне Горе из 2007.
Устав Републике Црне Горе је највиши правни акт Црне Горе. Усвојен је на сједници Скупштине Црне Горе, која је одржана 19. октобра 2007. године, а проглашен је 22. октобра 2007. године. Ступањем на снагу овог устава престао је да важи дотадашњи Устав Црне Горе из 1992. године. Новим уставом, који је био донет након стицања државне независности (2006), Црна Гора је поставила основу за свеобухватну реформу државног законодавства и преуређење правног поретка. Доношење овог устава било је праћено бројним политичким расправама и споровима, који су се односили на заштиту права и регулисање положаја српског народа у Црној Гори.

## Доношење Устава
Поступак за доношење новог устава покренут је недуго након проглашења државне независности Црне Горе, које је извршено 3. јуна 2006. године, а први званични корак је учињен доношењем Закона о уставотворној скупштини, који је изгласан 10. јула исте године.
Иако је био од изузетне важности, поменути закон је био донет без политичког консензуса, а усвојен је простом већином гласова владајуће коалиције, уз оштро противљење опозиције, која је поједине чланове тог закона сматрала неуставним. Упркос почетном противљењу, опозиција је накнадно пристала да изађе на скупштинске изборе који су одржани 10. септембра 2006. године. Иако је владајућа Коалиција за европску Црну Гору (ДПС, СДП, ХДИ) успјела да освоји натполовичну већину мандата (41 од 81) то није било довољно за самостално одлучивање о новом уставу, који је морао бити изгласан двотрећинском већином у односу на укупан број посланика. Након конституисања новоизабраног сазива Скупштине Црне Горе изабрана је и нова Влада Црне Горе на челу са Жељком Штурановићем. У међувремену се испоставило да владајућа коалиција нема намјеру да поштује одредбе дотадашњег Устава Црне Горе о поступку за доношење новог устава. Простом већином гласова, посланици владајуће већине су 26. октобра изгласали Закон о поступку за доношење и проглашење новог устава, који је такође оспорен од стране опозиције. Иако су спорна законска рјешења, по мишљењу стручне јавности била у колизији са дотадашњим уставом, коначна рјеч у том спору припала је Уставном суду Црне Горе, који је одбио приговоре опозиције.
Поменути закон је у 5. члану прописивао да ће као основа за израду уставног нацрта бити узет раније припремљени експертски текст, који је био израђен од стране Савјета за уставна питања. Још откако је 8. септембра 2006. године био представљен јавности, поменути експертски текст је изазивао бројне полемике, не само у политичким, већ и стручним круговима, како у Црној Гори тако и изван ње. У исто вријеме, своја уставна рјешења јавности су представиле и поједине невладине организације, политичке странке и коалиције. Тако је Српска листа представила свој уставни приједлог, припремљен од стране стручног тима на чијем су челу били: Зоран Жижић, Ратко Марковић и Милан Вешовић.
У циљу израде званичног уставног нацрта, Скупштина Црне Горе је у новембру 2006. године формирала посебан Уставни одбор, који је бројао 17 чланова: 9 из владајуће већине и 8 из опозиције. На челу одбора налазио се Ранко Кривокапић, предсједник Скупштине Црне Горе. Већ на почетку рада, одбор се суочио са бројним проблемима који су проистицали из непостојања сагласности о многим кључним питањима. Већ на првој сједници одбора, која је одржана 20. новембра, представници опозиционих странака су напустили ово тијело у знак протеста, тако да је рад одбора могао бити настављен тек 16. јануара. Иако су се све стране декларативно залагале за консензус, нацрт устава је на крају био обликован по вољи владајуће већине, која је 22. марта 2007. године утврдила текст нацрта, уз који су биле приложене и примједбе опозиције.
Владајућа већина у Скупштини Црне Горе је 2. априла прихватила текст уставног нацрта, након чега је отворена јавна расправа, која је трајала до 22. маја. У склопу јавне расправе, која је била отворена за све друштвене чиниоце, поднето је неколико стотина приједлога за дораду уставног нацрта. По окончању јавне расправе, Уставни одбор је 30. јула, уз оштро противљење чланова из редова опозиције, утврдио текст приједлога новог устава, а потом је 6. августа на исти начин утврђен и приједлог закона за спровођење устава. Оба приједлога су потом упућена Скупштини Црне Горе. Поменути акти су наишли на бројне примедбе и критике од стране опозиционих странака, које су се залагале за другачија рјешења појединих спорна питања. Опозициони посланици су стога поднијели бројне амандмане на приједлог устава: Српска листа (72 амандмана), СНП (33 амандмана).
За усвајање новог устава била је неопходна двотрећинска већина, коју владајуће странке нијесу имале, тако да је исход читавог процеса зависио од држања и јединства парламентарне опозиције. У прво вријеме, опозиционе странке су наступале са блиских позиција, али без заједничког става о појединим спорним питањма. Међутим, током августа и септембра 2007. године дошло је до коначног усаглашавања ставова о многим кључним питањима, након чега је усљедило и потписивање заједничке опозиционе платформе.
Недуго потом, догодила се значајна промјена, пошто је опозициони Покрет за промјене, који је имао кључних 11 посланика, почео да дјелује мимо опозиционог блока, ступивши у самосталне преговоре са владајућим странкама. Током даљих преговора, руководство ПЗП је на челу са својим предсједником Небојшом Медојевићем напустило заједничку опозициону платформу, прихвативши приједлог владајућих странака да се у новом Уставу као једини званични језик уведе црногорски, а поред тога, прихваћен је и приједлог да се дотадашњи званични српски језик сврста међу мањинске језике. Према владином предлогу устава, за који су на крају гласали и посланици из редова ПЗП, српском народу у Црној Гори није призната конститутивност. Гласови посланика ПЗП били су пресудни за прибављање двотрећинске већине за усвајање владиног приједлога новог Устава. Због таквог држања, руководство ПЗП је било изложено бројним критикама опозиционих странака и шире српске јавности.
Устав је изгласан 19. октобра 2007. године, двотрећинском већином од 55 посланика, а проглашен је 22. октобра, на свечаној сједници Скупштине Црне Горе. У знак протеста због антисрпских уставних рјешења, посланици из редова Српске листе су истога дана објавили "Декларацију о такозваном новом уставу", која је изазвала бурне реакције у јавности. Поред осуде спорних рјешења у новом уставу, Српска листа је позвала српске бираче да никада више не дају "ни један једини глас лажним опозиционарима", што се односило на Небојшу Медојевића и његов Покрет за промјене, који је пристајањем уз власт омогућио формирање неопходне двотрећинске већине за усвајање антисрпског устава.
Новим Уставом Црне Горе, према неким ауторима, постављена је основа за спровођење дискриминације српског народа у Црној Гори, која се спроводи путем десрбизације и црногоризације у неким областима друштвеног живота.

## Прећутна дозвола асимилације
Један од највећих недостатака Устава Црне Горе огледа се у начину на који је уређено питање асимилације. Иако је Црна Гора на основу својих обавеза, које проистичу из међународног права, била дужна да пропише општу забрану асимилације, црногорски режим је избјегао да нормира такву уставну забрану, већ се ограничио на забрану "насилне асимилације" (чланови 25. и 80.). Тиме је остављен простор за релативизацију свих осталих облика асимилације, укључујући и "принудну асимилацију", која се врши путем разних системских и других облика принуде, али без употребе насилних средстава. Пошто је управо тај облик асимилације представљао окосницу режимске асимилаторске политике, која се врши путем свеопште црногоризације, владајућа већина је избјегла да нормира уставну забрану свих облика асимилације, створивши тиме простор за наставак своје асимилаторске политике. Пристанак на таква уставна рјешења дао је и "грађански" Покрет за промјене, упркос свом декларативном залагању за изградњу грађанског друштва, заснованог на европским стандардима, који подразумјевају забрану свих облика асимилације.